# Fondazione (edilizia)

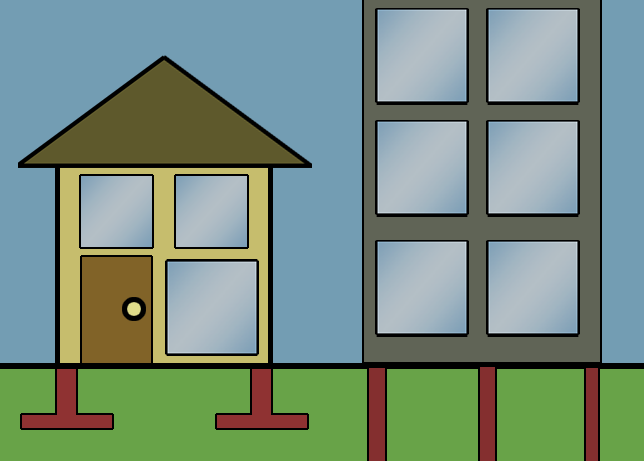
Esempio (segnato in rosso) di fondazione superficiale e di fondazione su pali

Le fondazioni, in edilizia e architettura, sono quelle parti della struttura dell'edificio che hanno il compito di:
1. assorbire i carichi delle strutture in elevazione;
2. trasmettere i carichi dalle strutture in elevazione al terreno;
3. ancorare l'edificio al suolo.

Le fondazioni hanno quindi la funzione di ricevere i carichi provenienti dalla sovrastruttura (sia essa una costruzione, un'apparecchiatura o altro) e trasmetterli al suolo. Per tale fine le fondazioni devono essere necessariamente massicce. Per le fondazioni ordinarie, pertanto, non si usano calcestruzzi ad alta resistenza (fatta eccezione per le zone ritenute sismicamente attive, nelle quali devono essere utilizzati calcestruzzi ad alta resistenza), proprio in ragione delle masse sovrabbondanti che devono essere impiegate per raggiungere la rigidezza richiesta.
Nell'ambito dell'ingegneria civile, lo studio delle fondazioni strutturali implica una approfondita conoscenza della geotecnica, della scienza delle costruzioni e della tecnica delle costruzioni. Il tipo di fondazione di volta in volta impiegata dipende dalla sollecitazione che agisce su di essa e dal tipo di terreno a cui è connessa; la fondazione deve essere posata su un terreno di portanza adeguata ai carichi della struttura.
In generale, per ognuna delle scelte progettuali effettuate per le fondazioni, occorrerà adottare un differente approccio nell'impostazione del calcolo. La scelta delle fondazioni influenza la concezione dell'intero organismo strutturale.
Si possono suddividere le fondazioni in due tipologie:
- fondazioni superficiali (o dirette): plinto, trave di fondazione, piastra di fondazione, detta anche platea.
- fondazioni profonde (o indirette): palo di fondazione, micropalo.

A esse è necessario aggiungere le opere di sostegno: muro controterra, diaframma, tirante.

## Fondazioni dirette

1) fondazione continua; 2) fondazione a plinto

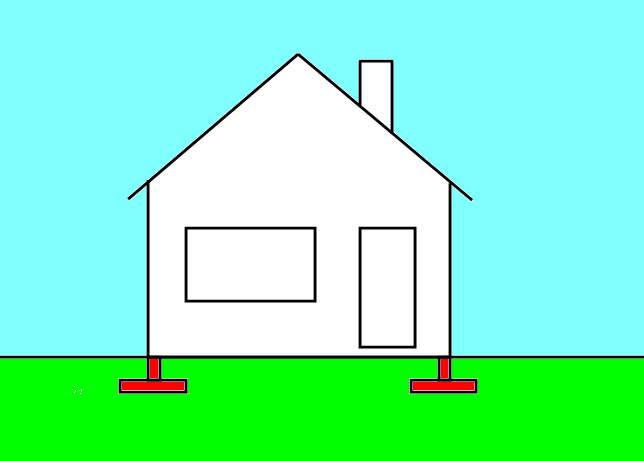
Fondazioni superficiali

Le fondazioni dirette sono quelle più comuni, utilizzate nel caso di edifici costruiti su terreni senza particolari problemi di resistenza.
Il tipo di fondazione diretta viene realizzata in base alla struttura dell'edificio.
Due tipi di fondamenta dirette sono quelle a punti, cioè individualmente fissate al terreno, o quelle a platea, che a differenza delle prime sono collegate tra loro attraverso assi.

### Fondazione continua
Se l'edificio è costituito da una struttura continua, cioè da murature portanti, allora anche la fondazione sarà continua, presentandosi come un allargamento della sezione trasversale del muro. Negli edifici storici la fondazione continua era costituita da un muro vero e proprio, in mattoni o in pietra, di sezione maggiore di quello portante. Nell'ambito dell'edilizia moderna, nella fondazione continua si prevede un cordolo in cemento armato prima dell'allargamento della sezione. La sezione allargata è solitamente costituita da un getto di calcestruzzo, di solito (ma non sempre) armato. Nella parte inferiore della fondazione, a contatto col terreno, viene posto uno strato di magrone contenente 100/150 kg cemento/m³ di cls, che è d'aiuto nella fase di cantiere per la posa in opera del calcestruzzo armato perché questo permette di livellare il terreno di getto e inoltre serve a distribuire ulteriormente i carichi del terreno e a isolare le strutture dall'umidità di contatto, qualora l'impasto venga eseguito con basso rapporto acqua/cemento e debitamente protetto con primer bituminoso e/o bitume.
Le fondazioni continue sono le più usate.

### A trave rovescia
Un altro sistema, utilizzato in presenza di strutture in elevazione a telaio, è quello delle travi rovesce. In questo caso le sollecitazioni sono maggiori nei punti in corrispondenza dei pilastri. La soluzione consiste nel ribaltare lo schema statico della travatura in elevazione, collegando fra loro i pilastri della struttura con delle travi di fondazione dette rovesce. La fondazione che si ottiene è particolarmente efficace per contrastare i cedimenti differenziati e nella progettazione antisismica.

### A platea
Un altro sistema, utilizzato con strutture particolari o in presenza di terreni deboli, è la fondazione a platea. Può essere considerato uno sviluppo della fondazione a travi rovesce, con in più la presenza di un solettone inferiore, a cui spesso si aggiungono nervature ortogonali secondarie rispetto a quelle delle travi rovesce per garantire un ulteriore irrigidimento della struttura.

### A plinti
Un altro tipo di fondazione adottate per strutture a telaio con carichi elevati è quella a plinti. Viene cioè ingrossata la base del pilastro con un plinto di solito con la forma piramidale. Per assicurare un maggiore legame fra i diversi plinti vengono spesso collegati con cordoli in calcestruzzo armato; con l'ingresso della nuova normativa per progetti in zona sismica l'utilizzo dei cordoli è obbligatorio.

## Fondazioni indirette (o fondazioni profonde)
Le fondazioni indirette vengono praticate quando gli strati superficiali del terreno non hanno una portanza sufficiente per sopportare il carico della struttura o nel caso in cui i cedimenti previsti con le fondazioni dirette siano eccessivi. Il tipo più comune, nell'edilizia storica, è il palo di legno di particolari essenze dure e resinose, tipo quercia, rovere, ecc. eventualmente con la punta rinforzata in metallo, detta puntazza, conficcato nel terreno attraverso battitura con speciali macchine dette battipalo, finché non raggiunge strati di terreno solido oppure pensato per resistere mediante l'attrito laterale che si crea con il terreno.
Questa tecnologia, applicata ad esempio a Venezia, ha subìto un'evoluzione e oggi esistono molte varietà di pali (di calcestruzzo o con parti metalliche) e diverse tecniche di infissione: gettati in opera, prefabbricati, con o senza asportazione del terreno, e anche con l'utilizzo di fanghi bentonitici o altri materiali speciali (polimerici) da utilizzare in condizioni particolari, come in presenza di acqua o di terreno particolarmente coerente.
La capacità portante delle fondazioni profonde è data da due contributi distinti:
- capacità portante di punta
- capacità portante laterale

La prima dipende dalla sezione del palo e dallo strato in cui la punta arriva (e per tale motivo si cerca di far arrivare la punta dei pali fino a strati il più resistente possibile); la seconda invece è dovuta a fenomeni attritivi tra la superficie laterale del palo e il terreno circostante: dipende pertanto dal tipo di palo e dal tipo di terreno. Molto spesso è proprio il termine attritivo quello predominante nella capacità portante dei pali, anche perché l'area della punta dei pali è sempre modesta: esiste una particolare categoria, i pali sospesi nei quali la punta non raggiunge strati resistenti e l'intera capacità portante è data dall'attrito laterale.

## Opere di fondazione
Nella realizzazione di fondazioni di edifici ordinari si segue quest'ordine di lavori:
- Analisi geotecniche per stabilire la qualità del terreno e il tipo di fondazioni più adatto;
- Scavo di sbancamento generale per raggiungere la quota delle fondazioni;
- Scavi a sezione obbligata, per la realizzazione delle fondazioni vere e proprie. Lo scavo a sezione obbligata comporta una serie di opere provvisionali per evitare il crollo accidentale del terreno, con rischi per l'operaio, e per evitare infiltrazioni e ristagno di acqua;
- Realizzazione vera e propria della fondazione.